# Alice i Spegellandet
För filmen från 2016, se Alice i Spegellandet (film)
Alice i Spegellandet, engelsk originaltitel: Through the Looking-Glass, and What Alice Found There, av Lewis Carroll, är en uppföljare till Alice i Underlandet. Boken är skriven 1871, sju år efter Alice i Underlandet, och har många likheter med denna, även om handlingarna inte hänger samman.
Alice hamnar i en värld baserad på schackspel, till skillnad från föregångaren där det genomgående temat var kortspel. Där träffar hon på många välkända figurer ur engelska barnvisor såsom Tweedledum och Tweedledee, Humpty Dumpty samt Lejonet och Enhörningen från Storbritanniens kungliga vapen. En annan välkänd figur är den galne Hattmakaren, även om han nu förekommer i form av den Vita Kungens sändebud och endast känns igen från John Tenniels illustrationer samt namnet Hatta som uttalas nästan likadant som det engelska ordet hatter, det vill säga hattmakare.

## Handling
I Alice i Spegellandet hamnar Alice ännu en gång i en fantasivärld då hon en eftermiddag leker med sina kattungar, Kitty och Snövit, avkommorna till katten Dinah från första boken. Hon börjar fantisera om hur det är i den del av spegelhuset hon inte kan se från spegeln ovanför den öppna spisen men finner till sin förvåning att hon kan kliva in och se efter själv. Där börjar hennes resa i den underligaste av världar. Hon hittar en bok med dikten Jabberwocky som endast kan läsas om den hålls upp mot en spegel. Efter att ha utforskat rummet hon hamnat i bestämmer sig Alice för att gå ut i trädgården. Där, på väg mot en kulle man inte kan nå om man går i riktning mot den, stöter hon på talande blommor samt Den Röda Drottningen. Hon tar med Alice till kullen, visar henne ett landskap uppbyggt likt ett schackbräde och förklarar att hela världen är ett stort parti schack. Alice säger att hon hemskt gärna skulle vilja vara med, om än som bonde. Den Röda Drottningen förklarar att hon kan få vara med och spela som bonde, vilket framgår i att Alice tar sig fram ytterst långsamt i förhållande till drottningen, men ifall hon lyckas ta sig till den åttonde rutan av landet ska även hon få bli drottning. Som Den Vita Drottningens bonde tillåts hon ta tåget till ruta fyra enligt regeln om att bonden tillåts ta två steg under första draget.
Efter att ha samtalat med en mygga hon träffat på tåget beger sig Alice in i skogen där inget har något namn och upptäcker till sin förfäran att hon glömt vad hon själv heter. En hjort kommer dock förbi och hjälper henne hitta ut ur skogen varpå hon stöter på Tweedledum och Tweedledee, som efter att ha läst upp den ytterst långa dikten "Valrossen och Snickaren" börjar bråka men avbryts av en monstruös kråka, allt enligt dikten om dem. Dessförinnan har trion råkat på den sovande Röde Kungen, och Tweedledum och Tweedledee har till Alice obehag förklarat att hon bara är en del av hans dröm.
Alice flyr och träffar sedan Den Vita Drottningen som äger sjalen hon tidigare hittat. Hon hjälper henne fästa den. De pratar om hur minnet i Spegellandet visar både framtid och dåtid. Plötsligt förvandlas Drottningen till ett får och de befinner sig i en affär. 
Där på en hylla sitter den mallige Humpty Dumpty som efter att ha förklarat dikten Jabberwocky för henne faller ner, alldeles som i barnkammarrimmet om honom själv.
Alice stöter senare på Den Vita Kungen, budbäraren Haigha samt senare även Hatta vilka tillsammans med Alice ser Lejonet och Enhörningen strida, som i dikten om dem. Efter att ha trummats ut ur staden stöter Alice på Den Röda Springaren som tar henne till fånga, men hon räddas omedelbart av Den Vita Springaren. Den Vita Springaren deklamerar en dikt han skrivit själv, eskorterar sedan Alice fram till åttonde rutan och lämnar henne där.
Väl på åttonde rutan blir Alice äntligen drottning. Snart befinner hon sig på besynnerlig middagsbjudning till hennes ära där hon genom att fånga den förkrympta Röda Drottningen försätter Den Röda Kungen i schackmatt. Sedan vaknar hon med Kitty, som hon trodde var den Röda Drottningen, i famnen.

## Schacktema
Förutom de uppenbara schackpjäserna i handlingen förklarar Carroll även de övriga romanfigurernas motsvarigheter på schackbrädet samt hur Alice vinner partiet i elva drag, tillsammans med referenser till dragens motsvarighet som sidor i boken i prologen.

## Svenska översättningar (urval)
- Bakom spegeln och hvad Alice fann där (översättning Louise Arosenius, Norstedt, 1899)
- Bakom spegeln (översättning Gösta Knutsson, 1945)
- Alice i spegellandet (översättning Eva Håkanson, Natur och kultur, 1963)
- Alice i Underlandet ; Spegellandet (översättning Harry Lundin, Niloe, 1977)

## Filmversion
Boken blev TV-film 1973 med Sarah Sutton i titelrollen; denna har även visats i svensk TV.